# Igreja Nossa Senhora da Conceição da Comandaroba
A Igreja Nossa Senhora da Conceição da Comandaroba localiza-se em Laranjeiras, no estado de Sergipe, no Brasil.

## História
Os jesuítas, em 1734, inauguraram sua segunda Residência em Laranjeiras. Possui no seu pórtico uma inscrição: AMDG, que indica que de fato a construção foi obra dos padres da Companhia de Jesus. Em cima do arco da Capela-mor se lê: 'Tota pulchra, es Maria', devido ao fato do templo ser dedicado à Virgem da Conceição.
Segundo Philadelpho de Oliveira, os jesuítas não construíram uma Residência melhor porque já ouviam ao longe o estrídulo retinir das armar e o ranger das grades das prisões do Marquês de Pombal.